# خودروی هیبریدی

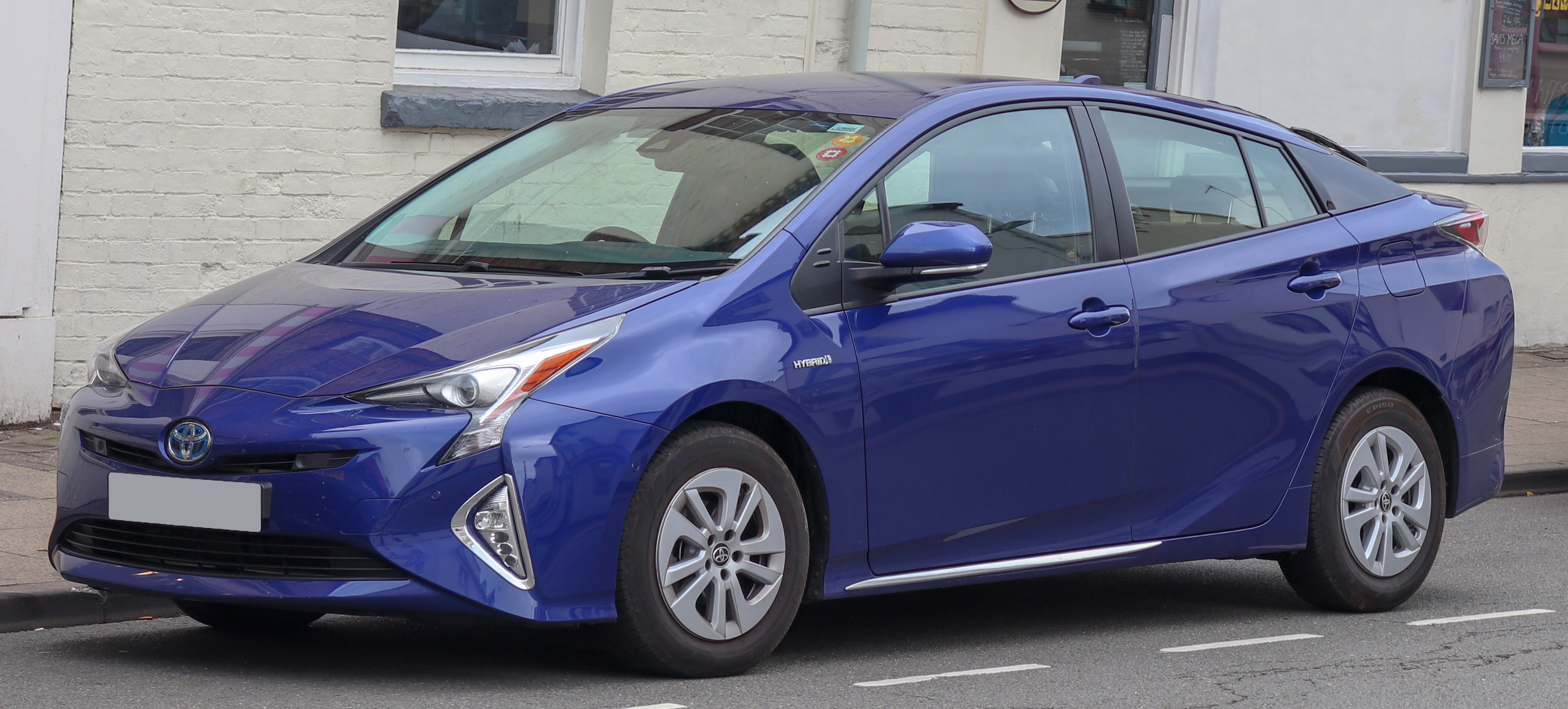
خودروی هیبریدی تویوتا پریوس محصول شرکت تویوتا از خودروهای هیبریدی مشهور جهان و یکی از پیشگامان این نوع خودروها است.

خودرو هیبریدی (به انگلیسی: Hybrid vehicle) یا خودرو دونیرو خودرویی است که برای حرکت کردن از ترکیب دو یا چند منبع مجزای قدرت استفاده می‌کند. در بیشتر موارد از این نام در اشاره به خودرو برقی دوگانه استفاده می‌شود که در سامانه پیشرانه آن‌ها یک موتور درون‌سوز (معمولاً بنزینی) در کنار یک یا چند موتور الکتریکی قرار دارد و خودرو این قابلیت را دارد که تنها از یکی از این منابع انرژی یا هر دو آن‌ها در کنار یکدیگر استفاده کند. انواع دیگری از خودروهای هیبریدی هم وجود دارند که از سوخت‌های دیگری چون پروپان، هیدروژن یا انرژی خورشیدی بهره می‌برند. گونهٔ فناوری به‌کار رفته در ساخت این خودروها بستگی به هدف طراحان خودرو دارد؛ این که آیا خودرو هیبریدی برای بهره‌وری بالاتر در مصرف سوخت، قدرت بیشتر، مسافت طولانی‌تر حرکت با یک بار سوخت‌گیری یا کاهش انتشار گازهای گلخانه‌ای طراحی شده‌است. این خودروها به خودروهای سبز نیز معروف هستند.

## منبع قدرت

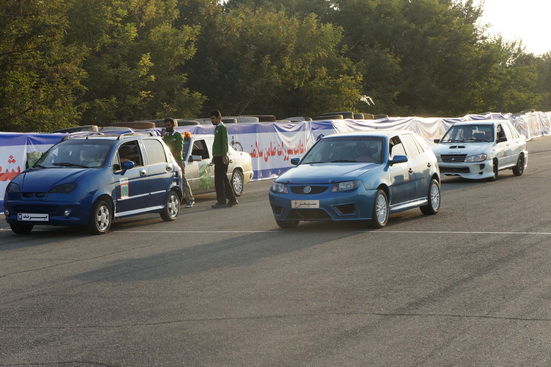
یک خودروی هیبریدی ساخته شده توسط ایران به نام سیمرغ

منابع قدرت خودروهای هیبریدی موارد زیر را شامل می‌شوند:
- زغال سنگ، چوب یا دیگر سوخت‌های جامد
- گاز طبیعی مایع یا فشرده
- بنزین یا دیزل
- با استفاده از نیروی انسان مثل پدال یا پارو
- میدانهای الکترومغناطیسی، امواج رادیویی
- باتریهای الکتریکی، خازنها
- الکتریسیته هوایی
- جمع‌کننده هیدرولیکی
- هیدروژن
- چرخ طیار
- انرژی خورشیدی
- باد

## انواع وسایل نقلیه هیبریدی

### وسایل نقلیه هیبریدی دارای دو چرخ و موتور سیکلت مانند
موتورسیکلتهای الکتریکی و حتی مینی اسکوترها نمونه‌های ساده ای از یک هیبرید که توان خود را از یک موتور درون‌سوز یا موتور الکتریکی و عضلات راننده تأمین می‌کند می‌باشند. نمونه‌های اولیه موتورسیکلتهای ساخته شده در اواخر قرن نوزدهم میلادی از همین اصل استفاده می‌کردند.
- در یک دوچرخه هیبرید موازی گشتاورهای تولید شده توسط انسان و موتور در پدال یا یکی از چرخها به صورت مکانیکی با هم جمع می‌شوند، مثلاً با استفاده از یک موتور توپی، فشار دادن یک غلتک درون تایر یا اتصال به یک چرخ با استفاده از یک عنصر انتقال قدرت. اکثر دوچرخه‌های موتوری و از این نوع می‌باشند.
- در یک دوچرخه هیبرید سری(SHB) (نوعی از دوچرخه بدون زنجیر) کاربر با پدال زدن یک ژنراتور را می‌چرخاند تا باتری را شارژ کند یا موتور الکتریکی ای را تغذیه کند که کل گشتاور مورد نیاز را تأمین می‌کند. این نوع که در اصول عملکردی و فرایند ساخت ساده به‌شمار می‌آید در بازار قابل دسترسی است.